# Hamza Errouass
Hamza Errouass (en arabe : حمزة إروأس) surnommé Rouass, né le 5 mars 1992 à Kénitra (Maroc), est un joueur de futsal international marocain.

## Biographie

### Carrière en club
Hamza Errouass naît et grandit à Kénitra, au Maroc, où il fait ses premières touches de balle sur les petits terrains du quartier, notamment sur celui de Biranzaran. Il rejoint le Tahadi Kenitra à l'âge de dix ans, évoluant dans les catégories des jeunes jusqu'aux cadets. Après un an dans le football à onze, où il intègre les juniors du Kénitra Athletic Club, il retourne au futsal et revient sur les terrains de Biranzaran, où il préfère poursuivre sa carrière.
Lors d'une détection, Hamza Errouass est repéré par Driss Talmoust, qui l'intègre au Dynamo Kenitra. Ce club dispute les play-offs dans la Ligue du Gharb pour une place en Futsal D1 lors de la saison 2009-2010. Le Dynamo termine deuxième, parvenant ainsi à monter en D1. À la suite d'une mésentente au sein du club, le Dina Kenitra FC voit le jour sous la direction de Driss Talmoust, qui récupère les joueurs du Dynamo, dont Hamza Errouass et Ayoub El Ouandouri. Errouass dispute ainsi trois saisons avec le Dina Kenitra (dont six mois de prêt au Sebou Kenitra) en Ligue du Gharb avant la première montée en D2 lors de la saison 2013-2014.
Lors de la saison 2014-2015 en Futsal D2 avec le Dina Kenitra, Hamza Errouass inscrit 38 buts, devenant le meilleur buteur du club. Il permet au club de remporter le championnat et d'assurer une montée historique en Futsal D1.
En 2017, Errouass s'engage à l'AVH Kenitra où il dispute deux saisons et atteint deux fois consécutivement la finale de la Coupe du Maroc, affrontant le Feth Settat. Dans la première finale, il inscrit un but (défaite, 4-3). Dans celle disputée un an plus tard, le 17 novembre 2019, il inscrit l'un des quatre buts inscrits par son équipe (défaite, 5-4),.
De retour au Dynamo Kenitra en 2020, il subit une entorse au genou (ligament latéral) lors de la saison 2020-2021, l'obligeant à s'arrêter pendant six mois. À son retour de blessure, il est convoqué pour un stage de préparation avec l'équipe nationale du Maroc.
En 2021, Hamza Errouass retourne au Dina Kenitra avec lequel il dispute trois saisons.
En avril 2024, Hamza Errouass s'engage à l'Elsass Pfastatt Futsal en Division 2 avec son coéquipier du Dina Kenitra FC, Ayoub El Ouandouri, pour disputer la fin de saison 2023-2024.
Plus tard, le 8 octobre 2024, il s'engage à Hérouville Futsal, à nouveau en compagnie d'Ayoub El Ouandouri, pour disputer la saison 2024-2025 en Division 1.

#### Carrière internationale
Ayant eu ses premières convocations en 2017 pour des stages de préparation avec le Maroc, il reçoit en avril 2018, une sélection de Hicham Dguig pour prendre part au tournoi international du Koweït, qui est finalement annulé.
En mars 2020, il figure sur la liste des joueurs sélectionnés pour prendre part au tournoi de Poreč en Croatie. Juste avant ce tournoi, il inscrit un but en amical contre la sélection d'Istrie (victoire, 11-1). Il dispute son premier match international quelques jours plus tard, face à la Moldavie (victoire, 9-1). Le Maroc finit par remporter ce tournoi,,.

## Statistiques

### En sélection
Le tableau suivant liste les rencontres de l'équipe du Maroc auxquelles Hamza Errouass a pris part depuis le 4 mars 2020 :

## Palmarès

### En club
Dynamo Kenitra
- Ligue du Gharb
  - Vice-champion : 2010

 Dina Kenitra FC
- Futsal D2 (1)
  - Champion : 2015
- Ligue du Gharb (1)
  - Champion : 2014

 AVH Kenitra
- Coupe du Maroc
  - Finaliste : 2018[2] et 2019[3]

### En sélection
Maroc (1)
- Vainqueur du Tournoi international de Croatie 2020[11]